# Sumas Mountain (Washington)
Sumas Mountain je hora, která se nachází v okrese Whatcom, v americkém státě Washington, asi 25 kilometrů severovýchodně od města Bellingham a jihozápadně od hory Vedder Mountain. Hora patří do Skagitského pohoří a je známá pro svou biologickou diverzitu a celoročně schůdné turistické stezky. Někdy se také nazývá American Sumas, aby byla odlišena od hory v Britské Kolumbii, která nese stejné jméno. Většina její půdy spadá pod Ministerstvo přírodních zdrojů státu Washington, ale některé parcely jsou soukromé. Veřejné pozemky jsou sice otevřené pro rekreaci, používají se také ale pro těžbu dřeva. Mýtiny zohyzďují její svahy a většina zbylého lesa se nachází v různých fázích obnovy.
Na severním svahu hory se nachází nízký průsmyk, kterým prochází silnice Washington State Route 547, která spojuje města Kendall a Sumas, které leží na kanadsko-americké hranici naproti Abbotsfordu. Stejným průsmykem kdysi procházela trať železnice Chicago, Milwaukee, St. Paul and Pacific Railroad.
Na západním svahu hory se nachází kontroverzní Swiftcreecký sesuv půdy.